# 내털리 볼트
내털리 볼트(영어: Nathalie Boltt, 1973년 7월 19일 ~ )는 남아프리카 공화국의 배우이다. 드라마 《리버데일》에 출연하였다. 현재는 뉴질랜드 거주중이다.